# Lagoa do Ouro
Lagoa do Ouro est une municipalité brésilienne située dans l'État du Pernambouc.